# Armored Core 2
Armored Core 2 (яп. アーマード・コア2 Āmādo Koa 2) — компьютерная игра в жанре меха-шутер от третьего лица, разработанная компанией FromSoftware и выпущенная в 2000 году в Японии и Северной Америке, и в 2001 году в Европе. Игра является четвёртой в серии Armored Core и косвенным продолжением Armored Core: Master of Arena. В Северной Америке, Armored Core 2 была стартовой игрой для PlayStation 2. Прямое продолжение Armored Core 2: Another Age вышло в 2001 году для PlayStation 2.

## Сюжет
Спустя 67 лет после Armored Core: Master of Arena вторая по величине корпорация Земли, Zio Matrix, приобретает планы исследовательского проекта на Марсе, датируемого ещё до «Великого разрушения». Используя эти планы, Zio отправляет исследовательскую группу на Марс, чтобы начать проект терраформирования, в результате которого марсианская поверхность и атмосфера приближаются к земной. Другие корпорации узнают о проекте и быстро следуют за Zio Matrix, принося с собой конкурентную среду, существовавшую на Земле. Они также приносят с собой группу наёмников Nerves Concord (преемников Raven’s Nest из предыдущих игр).
Когда война трёх компаний подходит к концу, самая могущественная, Zio Matrix, предпринимает попытку государственного переворота против правительства, которое восстановило контроль с помощью своей элитной команды наёмников Frighteners, возглавляемой Леосом Клейном (сэйю Рикия Кояма). Но в последовавшем хаосе Frighteners нападают на правительство, убивая нового лидера LCC (представительства земного правительства на Марсе) и захватывая мощную технологию Disorder. Персонажу игрока поручено противостоять им и спасти людей, живущих на Марсе.

## Игровой процесс
Как и в предыдущих играх серии, игрок получает миссии от своего оператора Nerves Concord — Нелл Олтер (сэйю Дзюнко Ивао), и выполнение этих миссий продвигает сюжетную линию игры. Миссии практически не изменились по сравнению с оригинальным Armored Core. Игроку даётся цель для выполнения на открытых уровнях, и она может быть выполнена разными способами. Враги могут состоять из автоматических машин Muscle Tracer (MT) или других пилотов мехов Armored Core (AC). По завершении затраты на ремонт и боеприпасы вычитаются из суммы вознаграждения. Если игрок проваливает миссию, эти расходы напрямую вычитаются из его общего баланса.
Режим арены, аналогичный режиму в Master of Arena, позволяет игроку участвовать в рейтинговых матчах с другими наёмниками. Некоторые пилоты могут быть убиты в ходе сюжетных миссий и удалены из рейтинга. За свои победы игрок может зарабатывать кредиты или детали для меха, которые можно использовать как на арене, так и в сюжетных миссиях.
В дополнение к миссиям и арене, локальный многопользовательский режим позволяет игрокам сражаться друг с другом через разделённый экран или через консоли, подключённые с помощью кабеля. Подключение консолей позволяет использовать большее количество вариантов локации в данном режиме. Игроки с существующими сохранениями могут загружать свои собственные мехи в эти многопользовательские матчи.

## Релиз
Armored Core 2 была первоначально выпущена в Японии для PlayStation 2 3 августа 2000 года. FromSoftware в партнерстве с Agetec выпустила североамериканскую версию игры 26 октября 2000 года, как стартовую игру для PlayStation 2. Европейская версия игры была выпущена в партнёрстве с Ubisoft 23 марта 2001 года.

## Музыка
Немецкий диджей, Мейк ван Дейк, стал приглашённым композитором и написал вступительную и завершающую композиции саундтрека.
| №                   | Название                      | Автор(ы)            | Длительность |
| ------------------- | ----------------------------- | ------------------- | ------------ |
| 1.                  | «RoboComBat»                  | Мейк ван Дейк       | 2:04         |
| 2.                  | «Opinion Of The Way»          | Кота Хосино         | 3:48         |
| 3.                  | «Cord e»                      | Цукаса Сайто        | 3:07         |
| 4.                  | «Red Impulse»                 | Икуя Итинохэ        | 2:22         |
| 5.                  | «Repetition»                  | Цукаса Сайто        | 4:10         |
| 6.                  | «Mint»                        | Кота Хосино         | 3:58         |
| 7.                  | «Atom Smasher»                | Кэйитиро Сэгава     | 2:31         |
| 8.                  | «Magnetism»                   | Икуя Итинохэ        | 3:00         |
| 9.                  | «U-turn»                      | Юдзи Канда          | 3:02         |
| 10.                 | «Roundabout»                  | Цукаса Сайто        | 1:44         |
| 11.                 | «Shape Memory Alloys» (Remix) | Кэйитиро Сэгава     | 3:39         |
| 12.                 | «tick-tack-toe»               | Юдзи Канда          | 2:54         |
| 13.                 | «Firework»                    | Цукаса Сайто        | 3:39         |
| 14.                 | «Lynch Law»                   | Юдзи Канда          | 2:38         |
| 15.                 | «Whiz Drop»                   | Цукаса Сайто        | 3:15         |
| 16.                 | «JIMBRE»                      | Икуя Итинохэ        | 2:31         |
| 17.                 | «JoyBall»                     | Кота Хосино         | 2:27         |
| 18.                 | «Apostrophe S»                | Икуя Итинохэ        | 3:32         |
| 19.                 | «Op»                          | Юдзи Канда          | 2:31         |
| 20.                 | «Boiled Wars Man»             | Юдзи Канда          | 2:59         |
| 21.                 | «Frighteners»                 | Кэйитиро Сэгава     | 2:50         |
| 22.                 | «King Lear»                   | Икуя Итинохэ        | 2:46         |
| 23.                 | «Beatmask»                    | Кота Хосино         | 4:51         |
| 24.                 | «F»                           | Цукаса Сайто        | 1:02         |
| 25.                 | «Theme from Armored Core»     | Мейк ван Дейк       | 4:00         |
| Общая длительность: | Общая длительность:           | Общая длительность: | 1:15:20      |

## Оценки
| Сводный рейтинг    | Сводный рейтинг |
| Агрегатор          | Оценка          |
| ------------------ | --------------- |
| GameRankings       | 74,77 %         |
| Metacritic         | 78/100          |
| Иноязычные издания |                 |
| Издание            | Оценка          |
| AllGame            | [ 6 ]           |
| Edge               | 8/10            |
| Famitsu            | 33/40           |
| Game Informer      | 9/10            |
| GamePro            | [ 10 ]          |
| GameRevolution     | A−              |
| GameSpot           | 7,8/10          |
| GameSpy            | 77 %            |
| IGN                | 8/10            |
| OPM                | [ 15 ]          |

Игра получила в основном положительные отзывы, согласно агрегатору рецензий Metacritic. В Японии Famitsu поставил оценку 33 из 40.